# Aspectos planetarios (astrología)
En astrología, se le llama aspecto a las relaciones angulares que se forman debido a la intervención de dos puntos de un horóscopo o carta astral, medidas como ángulos dentro de un círculo eclíptico. Un aspecto puede ser determinado de acuerdo a la aparente posición de los planetas en el zodiaco tropical con respecto a la Tierra; por ejemplo, si a Venus se lo observa en los primeros grados de la constelación de Libra y a Urano se lo distingue en el primer grado de la constelación de Acuario, se dice que estos objetos forman un "trígono", pues en ese momento se encontrará que, vistos desde la Tierra, dichos objetos dibujan un ángulo de 120 grados (valor denominado trígono). Sólo ciertas relaciones angulares se consideran aspectos y se clasifican en "armónicos" o "benéficos", en "dinámicos" o "negativos" y, en ciertos casos, en "neutrales". Por lo general, los aspectos influyen en la forma en que se relacionan los planetas (en astrología, se consideran planetas a objetos tales como el Sol, la Luna, Mercurio, Venus, Marte, Júpiter, Saturno, Urano, Neptuno y Plutón). Estas relaciones angulares se suelen aplicar a los planetas, a ángulos como el ascendente astrológico, el mediocielo y las cúspides de las casas determinadas en un horóscopo, y hasta a los puntos arábigos y a algunos objetos menores como los asteroides.

## Lo primero que se toma en cuenta
- Las cualidades del aspecto, o sea, se identifican los efectos atribuidos al aspecto que se utiliza; se determina si éstos son armónicos, dinámicos o neutrales.
- Si es partil o platil, es decir, si el aspecto formado es completamente exacto o es inexacto. En otras palabras, se toma en cuenta si coincide con el valor angular del aspecto o si sólo está cerca de ese valor.
- Si es aplicante o separante, es decir, si tiene un valor angular cercano al exacto o si forma un ángulo mayor, lejano al exacto, respectivamente.
- Si el aspecto se encuentra en fase creciente o decreciente, es decir, si el planeta involucrado más rápido se está alejando o acercando al planeta más lento con que aspecta, correspondiendo con las fases antes mencionadas.

## Orbes
El orbe es un valor de tolerancia usado muy frecuentemente en los aspectos planetarios al no poder obtener casi siempre un aspecto completamente exacto. Por ejemplo, un aspecto puede tener hasta 6 grados de orbe, eso quiere decir que si el valor angular de dicho aspecto equivalía a 45 grados, entonces ahora, gracias a este margen de tolerancia, se puede decir que el valor angular de dicho aspecto puede oscilar entre los 39 y los 51 grados. 

## Aspectos múltiplos de 30
A continuación, se mostrarán los aspectos múltiplos de 30. En total, se presentan 5 y, más la conjunción y la oposición, se cuentan 7.
1. Conjunción - (0   grados) - (8 a 10 grad. de orbe) - aspecto mixto
2. Semisextil - (30  grados) - (4 grad. de orbe) - aspecto armónico
3. Sextil  - (60  grados) - (6 a 8 grad. de orbe) - aspecto neutral
4. Cuadratura (Cuartil) - (90  grados) - (7 30' a 8 grad. de orbe) - aspecto dinámico
5. Trígono (Trino o Tercil) - (120 grados) - (7 30' a 8 grad. de orbe) - aspecto armónico
6. Quincuncio (Inconjunción)  - (150 grados) - (4 grad. de orbe) - aspecto neutral
7. Oposición  - (180 grados) - (8 a 10 grad. de orbe) - aspecto dinámico

## Aspectos no muy usados o no tan relevantes
A continuación se presentan los aspectos menos utilizados:
1. Vigintil         - (18  grados) - (2 grad. de orbe) - aspecto armónico
2. Quindecil        - (24  grados) - (2 grad. de orbe) - aspecto armónico
3. Decil            - (36  grados) - (2 grad. de orbe) - aspecto armónico
4. Novil            - (40  grados) - (1 grad. de orbe) - aspecto armónico
5. Octil (Semicuadratura) - (45 grados) - (2 grad. de orbe) - aspecto dinámico
6. Quintil          - (72  grados) - (2 grad. de orbe) - aspecto armónico
7. Binovil          - (80  grados) - (1 grad. de orbe) - aspecto armónico
8. Tridecil         - (108 grados) - (2 grad. de orbe) - aspecto armónico
9. Trioctil (Sesquicuadratura) - (135 grados) - (2 grad. de orbe) - aspecto dinámico
10. Biquintil        - (144 grados) - (2 grad. de orbe) - aspecto armónico

## La división con números naturales y su relación con los aspectos
Es importante aclarar que los aspectos planetarios, vistos como relaciones angulares, se relacionan directamente con la división del círculo con números naturales, pues obsérvese que:
- 360 grados/1 = 360 grados (0 grados) - Conjunción
- 360 grados/2 = 180 grados - Oposición
- 360 grados/3 = 120 grados - Trígono
- 360 grados/4 = 90 grados - Cuadratura
- 360 grados/5 = 72 grados - Quintil
- 360 grados/6 = 60 grados - Sextil
- 360 grados/8 = 45 grados - Octil (Semicuadratura)
- 360 grados/9 = 40 grados - Novil
- 360 grados/10 = 36 grados - Decil
- 360 grados/12 = 30 grados - Semisextil
- 360 grados/20 = 18 grados - Vigintil

## Variabilidad de los orbes
Aunque el valor angular de los aspectos es fijo, el valor respectivo de los orbes puede variar mucho, dependiendo de la opinión que tenga cada especialista o experto en la astrología sobre el valor de los orbes en los aspectos, por ejemplo, puede haber un astrólogo que fije el orbe de la conjunción a 9 grados, mientras que otro puede manejar un orbe distinto, como por ej. unos 3 grados. 
Los orbes fijados anteriormente son sólo un ejemplo de lo que podría ser el valor de estos. 